# Chuck Hagel

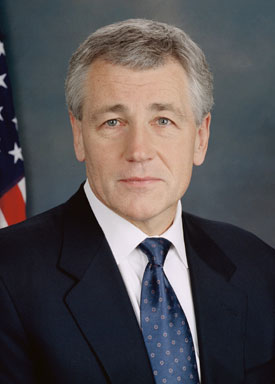
Jedno z oficjalnych zdjęć

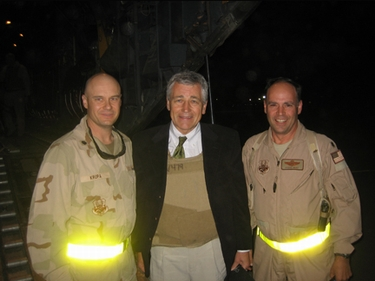
Chuck Hagel w czasie wizyty w Iraku

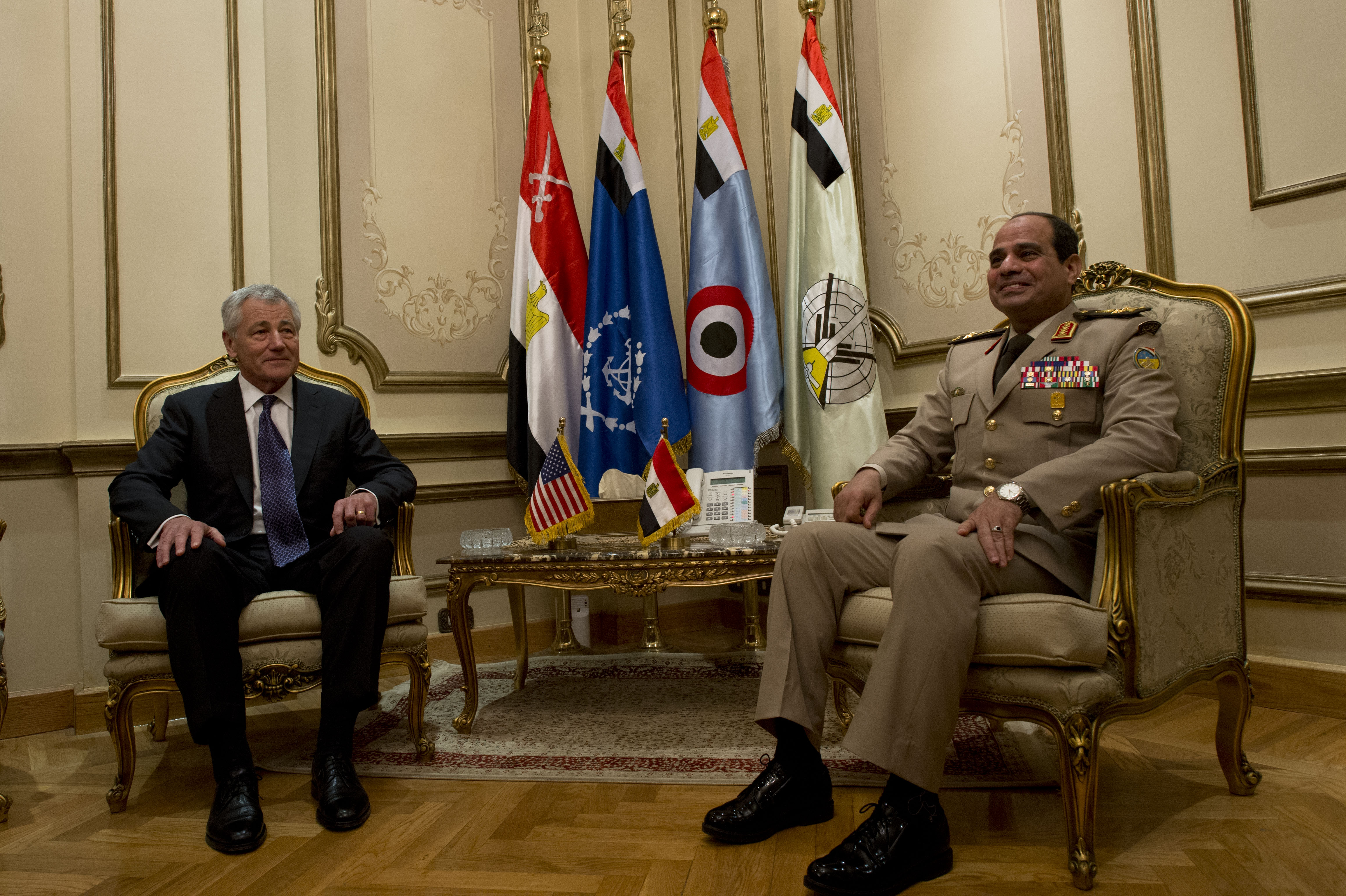
Chuck Hagel i Abd al-Fattah as-Sisi (2013)

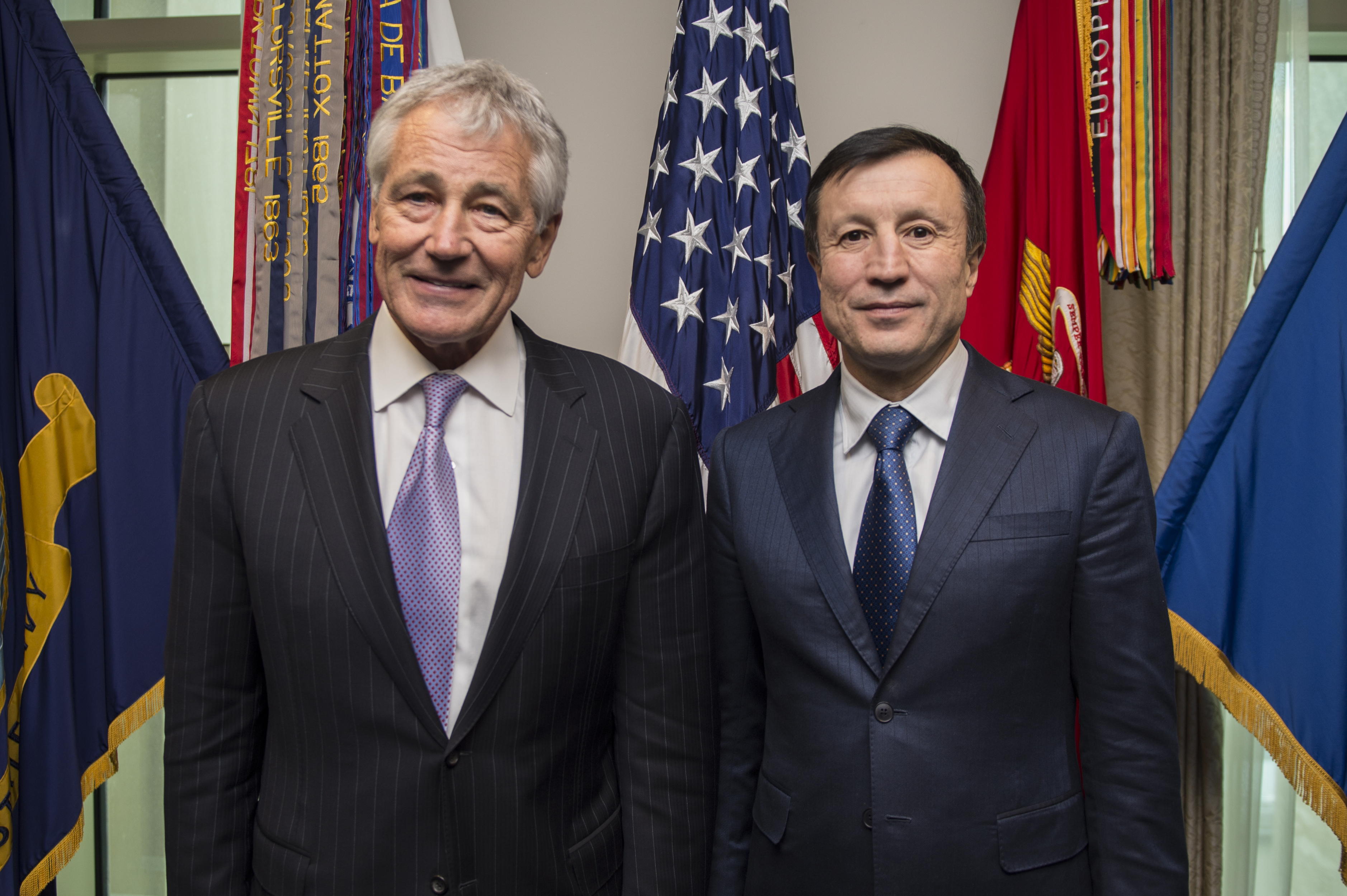
Hagel i minister obrony Kazachstanu Adilbiek Dżaksybiekow, 13 listopada 2013

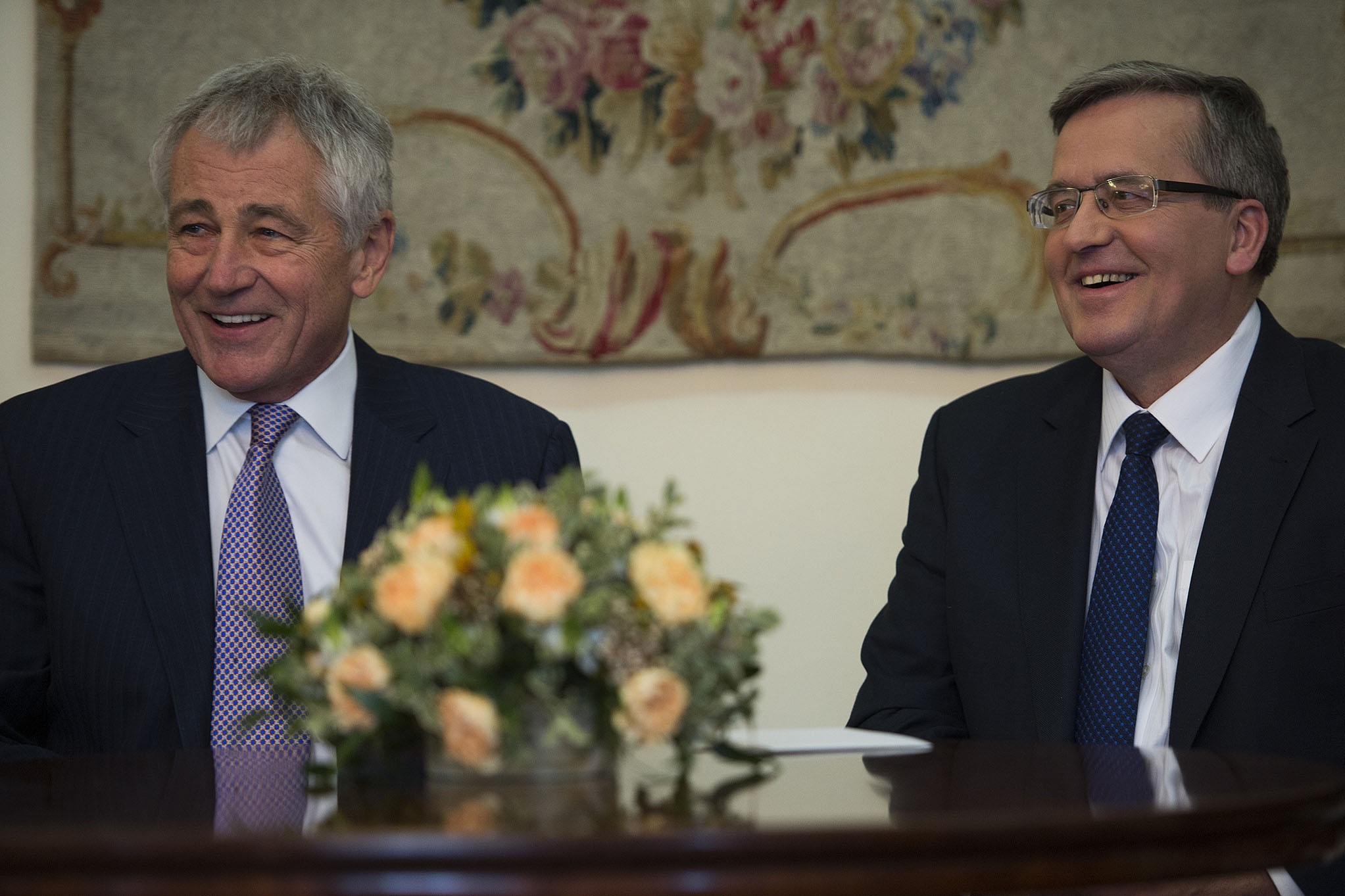
Chuck Hagel z Bronisławem Komorowskim w Warszawie (2014)

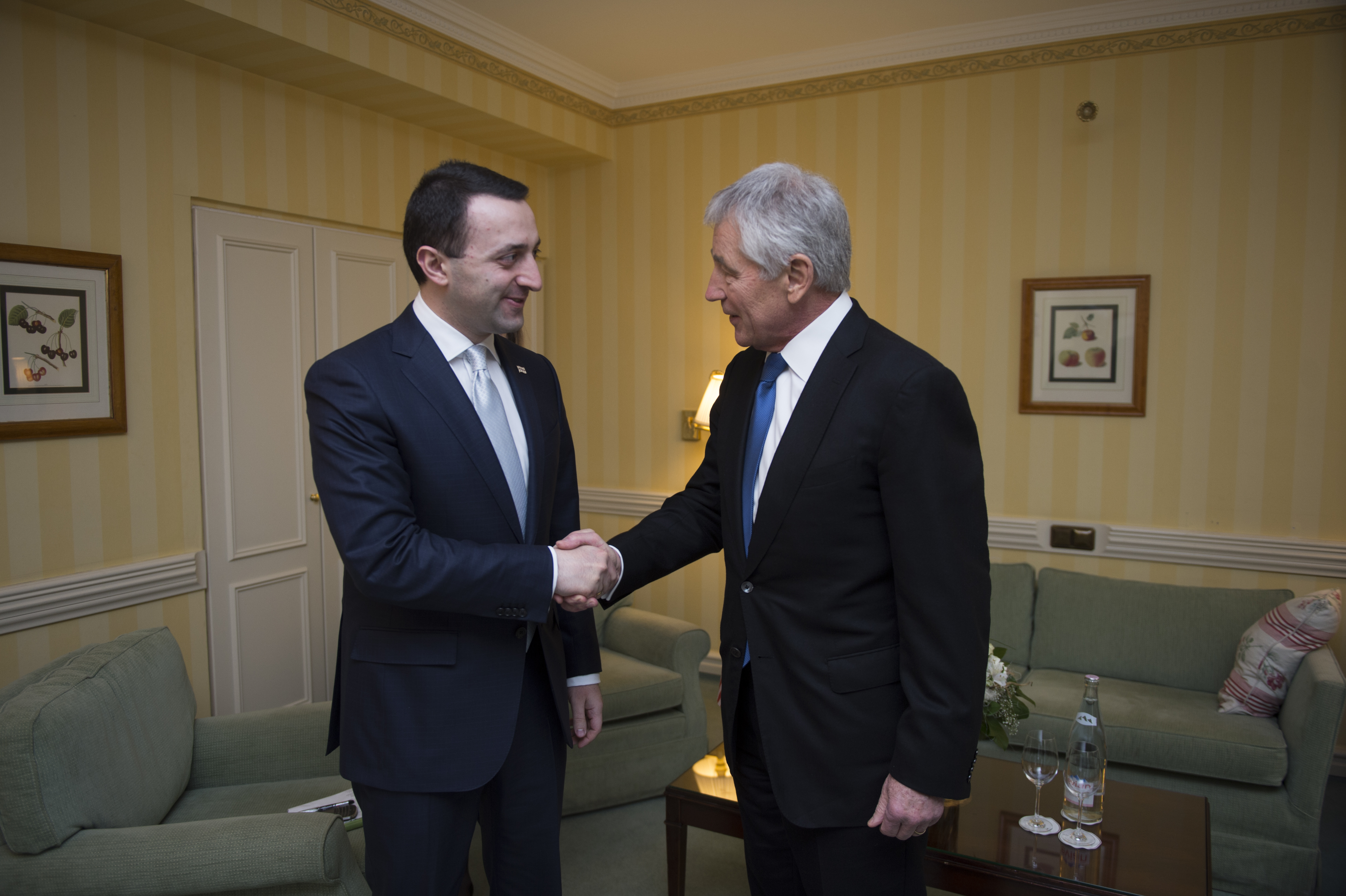
Hagel i premier Gruzji Irakli Garibaszwili (2014)

Charles Timothy „Chuck” Hagel (ur. 4 października 1946 w North Platte) – amerykański polityk, odznaczany weteran wojny wietnamskiej i przedsiębiorca, w latach 1997–2009 senator Stanów Zjednoczonych, reprezentujący rodzinny stan Nebraska w izbie wyższej Kongresu. Wybrany ponownie na drugą sześcioletnią kadencję w 2002, po jej zakończeniu wykładowca akademicki, 7 stycznia 2013 otrzymał od demokratycznego prezydenta Baracka Obamy nominację na sekretarza obrony. Stanowisko to objął 27 lutego 2013 r. 24 listopada 2014 Chuck Hagel podał się do dymisji z funkcji sekretarza obrony, jego dymisja została przyjęta przez prezydenta Baracka Obamy.  17 lutego 2015 zakończył urzędowanie szefa Pentagonu.
Hagel, członek Partii Republikańskiej, uchodzi za jednego z najbardziej umiarkowanych polityków swego stronnictwa, któremu często zdarza się zajmować stanowisko niezgodne z polityką administracji prezydenta z jego własnej partii. Z tego powodu jest przez wielu szanowany za niezależność i ponadpartyjne spojrzenie w wielu sprawach, ale z drugiej strony bywa celem ataków radykalniejszej prawicy, jako tzw. „republikanin tylko z nazwy”.
Senator Hagel był przez pewien czas jednym z najczęściej wymienianych faworytów do uzyskania nominacji republikańskiej jako kandydat na prezydenta w 2008 roku. Ostatecznie jednak 10 września 2007 ogłosił, że nie będzie kandydował na prezydenta i nie będzie ubiegać się o kolejną kadencję w Senacie.
Hagel często publicznie zwraca uwagę na swoje przywiązanie do polskiego pochodzenia, stąd media amerykańskie nadały mu przydomek Hagelski. Jest jednym z głównych liderów Polonii spośród Republikanów, oraz współprzewodniczącym komitetu honorowego Amerykańsko-Polskiej Rady Doradczej (APAC). Do tej organizacji należą także m.in. takie znane postacie polskiego pochodzenia jak Richard Pipes czy Edward Rowny (przewodniczący).

## Wczesne lata i rodzina
Chuck Hagel przyszedł na świat w North Platte (Nebraska) w Nebrasce. Jego ojciec był Niemcem, podczas gdy jego matka miała pochodzenie polsko-irlandzkie. Dziadkowie matki pochodzili z Dąbrówki Kościelnej w Wielkopolsce i nosili nazwisko Kąkolewscy. Uczęszczał do szkoły średniej w Columbus w Nebrasce (St. Bonaventure High School).
W roku 1966 ukończył Brown Institute for Radio and Television (Kearney State College), a także University of Nebraska w Omaha (1971).
W czasie wojny wietnamskiej służył na froncie w szeregach US Army, w jednostkach piechoty (1967-1968). Za dzielność na polu boju odznaczono go takimi odznaczeniami, jak: Vietnamese Cross of Gallantry, Purple Heart (Purpurowe Serce, dwukrotnie), Army Commendation Medal, czy Combat Infantryman Badge. Ze służby odszedł w stopniu sierżanta (Sergeant E-5). Jest jednym z kilku zaledwie (obok takich polityków, jak John Kerry czy Tom Carper), weteranów tej wojny, którzy obecnie zasiadają w Senacie.
Po rozwodzie z Patricią Lloyd w 1982 roku, w roku 1985 ożenił się z Lilibet Ziller. Państwo Hagel mają dwoje dzieci: córkę Allyn i syna Zillera. Chuck Hagel jest obecnie wyznania anglikańskiego.

## Kariera przed wyborem na senatora
Po powrocie z Wietnamu pracował jako radiowiec, by w 1971 roku zatrudnić się u republikańskiego senatora Johna McCollistera do 1977.
W latach 1977–1980 był lobbystą dla Firestone Tire & Rubber Company. W 1980 roku organizował kalifornijską kampanię prezydencką Ronalda Reagana.

### Sektor prywatny
W następnych latach Hagel wziął urlop od kariery politycznej, odnosząc wielki sukces (jak np. inny jego kolega z tej izby, demokrata Frank Lautenberg z New Jersey) w sektorze prywatnym.
W 1984 roku współzałożył Vanguard Cellular, operatora telefonii komórkowej działającego na wschodnim wybrzeżu USA pod marką Cellular One, wykupionego w 1999 roku przez AT&T Wireless za ok. 1,1 mld USD. Został także prezesem (president) McCarthy Group, LLC, firmy zajmującej się bankowością inwestycyjną, a także prezesem (Chief executive officer, CEO) korporacji American Information Systems Inc. (AIS), przemianowanej potem na Election Systems & Software (ES&S) w 1997.
Maszyny do głosowania ES&S stały się celem krytyki w czasie wyborów prezydenckich w 2000 roku, kiedy oskarżano je nawet służenie do dokonania fałszerstw wyborczych. Ale wtedy Hagel był już aktywny na innym froncie.

### Kariera publiczna
- Asystent administracyjny kongresmena Johna Y. McCollistera (Republikanin z Nebraski) w latach 1971-1977
- Zastępca dyrektora Administracji ds. Weteranów (Weteran Administration) w latach 1981-1982 (w 1989 administracja stała się jednym z departamentów gabinetowych)
- Dyrektor Szczytu Ekonomicznego Narodów Uprzemysłowionych (Economic Summit of Industrialized Nations) pod patronatem G-7 (1990)

## Senator
Kiedy Hagel, zdobywszy republikańską nominację, startował w wyborach do Senatu w listopadzie 1996, po tym, jak urzędujący popularny senator Exon postanowił nie ubiegać się o reelekcję, nie dawano mu początkowo większych szans na zwycięstwo. Jego bowiem oponentem z ramienia Partii Demokratycznej był gubernator Nebraski Ben Nelson, który cieszył się sam dużym poparciem. Jednakże ostatecznie to Hagel wyszedł zwycięsko z próby, uzyskując 54% oddanych głosów (Nelson później został wybrany senatorem w 2000 roku).
W listopadzie 2002 został wybrany ponownie, zdobywając aż 83% głosów (najbardziej przytłaczające zwycięstwo wyborcze w historii Nebraski), na kadencję, która ma trwać od 3 stycznia 2003 do 3 stycznia 2009.
Od początku swojej kadencji pełnił obowiązki zastępcy whipa większości (czyli zastępcy lidera mniejszości i rzecznika dyscyplinarnego zarazem).

### Stanowisko wobec administracji Busha
Aczkolwiek Hagel głosował, jak wszyscy inni republikańscy senatorowie z wyjątkiem Lincolna Chafee z Rhode Island, za autoryzacją interwencji w Iraku, bardzo szybko stał się jednym z czołowych republikańskich krytyków polityki zagranicznej prezydenta George’a W. Busha. Hagel zarzuca administracji złe przygotowanie i przeprowadzenie operacji, co w jego opinii zaowocowało wielką destabilizacją tego strategicznego regionu, oraz licznymi ofiarami śmiertelnymi po obu stronach (co służy tylko wrogom USA, a odpowiedzialność ponoszą za to władze amerykańskie). Chociaż twierdzi, iż natychmiastowe wycofanie się spowoduje jeszcze większy chaos, o tyle trzeba jak najszybciej opracować strategię wyjścia. Hagel już w 2005 stwierdził, iż Irak powoli staje się „drugim Wietnamem” i uważa, że pozostanie tam oznacza tylko dalszą destabilizację, a także pozyskiwanie nowych zwolenników przez przeciwników, co absolutnie USA się nie opłaci.
Hagel, obok takich republikanów jak McCain, John Warner czy Lindsey Graham, stali na czele skutecznej opozycji, która sprzeciwiała się dopuszczeniu prawnej możliwości stosowania przez amerykańskie siły tortur, czyli tzw. „alternatywnych metod przesłuchań”. Opozycja głosiła, iż powoduje to tylko eskalację nienawiści oraz podważa moralną pozycję Stanów Zjednoczonych w wojnie z terroryzmem.
Przeciwnicy z kolei oskarżają senatora o podważanie jedności amerykańskiej w okresie wojny.

#### Wybory prezydenckie w Stanach Zjednoczonych w 2004 roku
Aczkolwiek żaden polityk republikański nie stanął do rywalizacji z Bushem o ponowną nominację prezydencką, tajemnicą poliszynela było istnienie pewnej opozycji wśród republikanów wobec ponownego wyboru i kontynuacji polityki Busha.
O kandydacie demokratów, Johnie Kerrym, Hagel powiedział: „jest zdolny i bystry oraz kompetentny, aby być prezydentem”. Niektórzy demokraci chcieli oferować wiceprezydenturę jakiemuś niezależnemu republikaninowi (McCain mówił początkowo publicznie, że przyjmie taką ofertę, ale z czasem na skutek presji kierownictwa partii wycofał się). Wymieniani w tej roli byli m.in. Arlen Specter z Pensylwanii i właśnie Hagel.

### Spekulacje na temat kandydatury w wyborach prezydenckich 2008 roku
Z racji swego dystansu wobec obecnej administracji McCain i Hagel znajdowali się przez pewien czas w gronie tych faworytów do uzyskania nominacji republikańskiej na prezydenta w 2008, którzy mieliby duże szanse wygrania wyborów (Hagel i McCain są kandydatami, których demokraci powinni obawiać się najbardziej – napisano w jednej z analiz).
Jednakże decydujące mogło okazać się stanowisko dominującej w partii, a w każdym razie jej kierownictwie i stałych członkach, prawicy, która uważa obu za „zbyt liberalnych”, a nawet „republikanów tylko z nazwy”. Sam Hagel unikał wypowiedzi publicznych na ten temat, podobnie jak inni potencjalni kandydaci. Ostatecznie jednak Hagel nie zgłosił swojej kandydatury, a kandydatem partii został McCain.
Hagel uchylił się od poparcia Johna McCaina w wyborach prezydenckich w 2008 i oświadczył, iż mógłby kandydować na wiceprezydenta u boku Baracka Obamy, o ile taka propozycja padnie. Był też wymieniany jako potencjalny sekretarz obrony w przypadku zwycięstwa Obamy.

## Odznaczenia
- Purpurowe Serce (Purple Heart) – dwukrotnie
- Army Commendation Medal
- Combat Infantryman Badge
- Anh Dũng Bội Tinh – Wietnam Południowy
- Krzyż Komandorski z Gwiazdą Orderu Zasługi RP – Polska, 2007[10]